# Aeropuerto de Cartí
El aeropuerto de Cartí (IATA: CTE) es un aeropuerto público panameño que sirve a la isla de Cartí Sugdupu en el archipiélago de San Blas en la comarca Guna Yala. El aeropuerto está ubicado paralelo a la costa del golfo de Guna Yala a aproximadamente 0,7 kilómetros al suroeste de la isla de Cartí Sugdupu.
El aeropuerto se accede desde la carretera a San Blas que conecta con la Carretera Panamericana en El Llano, ubicado a 40 kilómetros al sur del aeropuerto.

## Información técnica
El aeropuerto tiene una pista de aterrizaje de hormigón que mide 495 metros en longitud.
El VOR-DME de Tocumen (Ident: TUM) está localizado a 64 kilómetros al sur-sureste del aeropuerto.

## Aerolíneas y destinos
| Aerolíneas | Destinos                            |
| ---------- | ----------------------------------- |
| Air Panama | Ciudad de Panamá-Marcos A. Gelabert |